# Pesňary
Pesňary (bělor. Песняры́) byla běloruská hudební skupina založená Vladimirem Muljavinem v Minsku v roce 1969. Široce známá byla v bývalém Sovětském svazu kvůli písním Kasiu Jaś kaňušinu, Bělovežskaja pušča, Bělorussija a dalším...
Základy hudby byly brány z běloruského folkloru. Skupina vytvářela aranžmá lidových písní, vlastní původní texty věnovala skupina dějinám a kultuře Bělorusů.
V roce 1998 skupina ukončila činnost, Muljavin zemřel v roce 2003.
V současné době existuje pět skupin, které zpívají písně skupiny a používají v názvu slovo Pesňary.